# Confederation Park (Calgary)

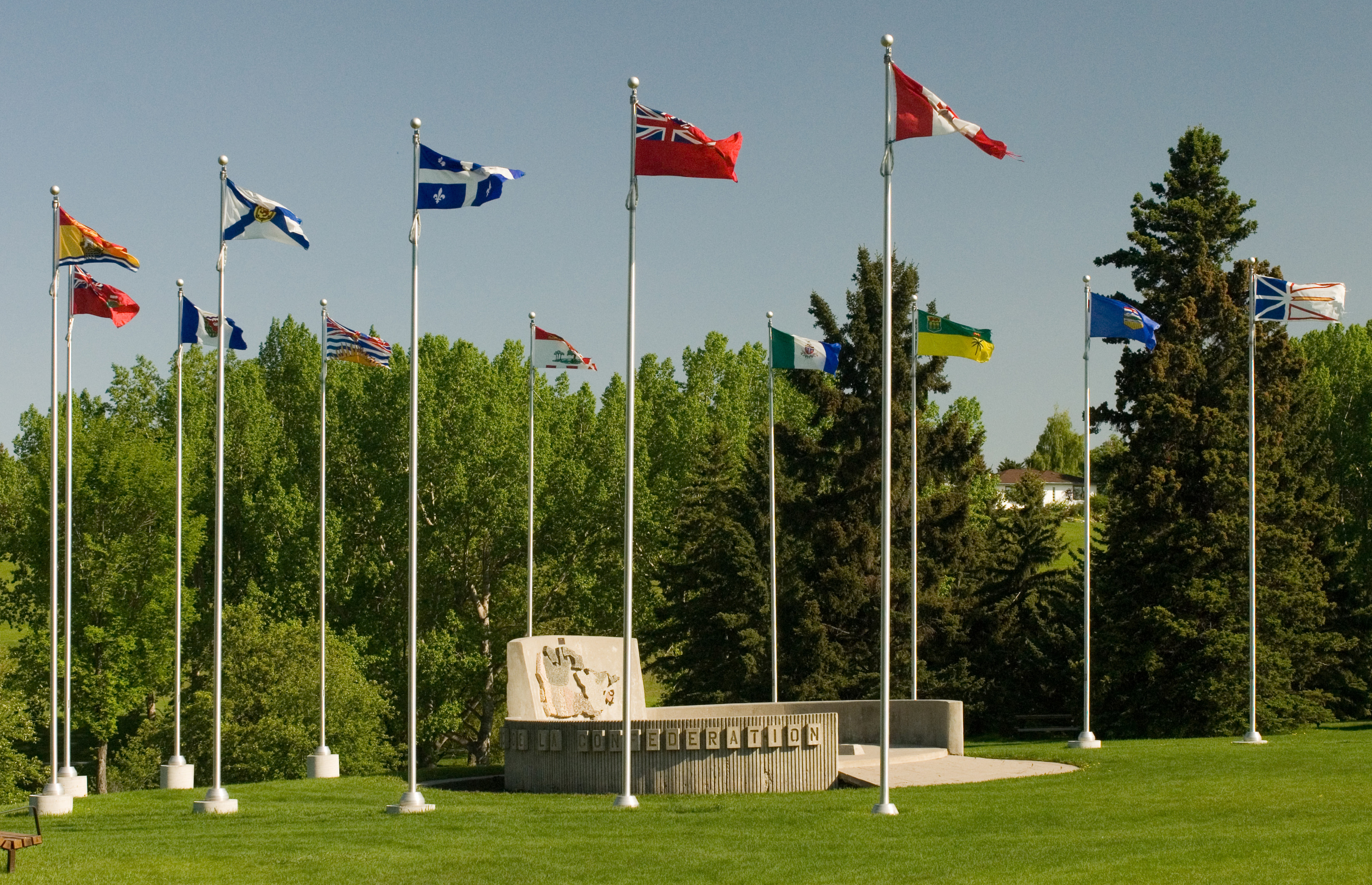
Der Confederation Park

Der Confederation Park ist ein städtischer Erholungspark in Calgary, Kanada. Der Park befindet sich an der 10 Street North West, zwischen den Wohnsiedlungen Mount Pleasant, Capitol Hill, Collingwood und Highland Park.  und verfügt über eine Fläche von rund 1,6 km2. Unmittelbar an den Park grenzt ein Golfplatz.
Der Park verfügt über großzügige Grünflächen, Picknick Ausstattungen, Fahrradwege, Tennis und Baseballplätze sowie Waschräume. Der Park ist sehr beliebt, bei Hochzeitsveranstaltungen um Fotos zu machen.
Im Winter werden auf dem Golfplatz Skilangläufe, Tobogganschlitten gefahren und andere weihnachtliche Veranstaltungen durchgeführt.